# Boeing Condor
Boeing Condor – amerykański bezzałogowy aparat latający (ang. Unmanned Aerial Vehicle – UAV) opracowany pod koniec lat 80. XX wieku przez firmę Boeing.

## Historia
Pierwsze informacje o konstrukcji Boeinga ujawniono latem 1989 roku. W pierwszej połowie lat 80. XX wieku Pentagon zaczął poszukiwania bezpilotowego samolotu do długotrwałych lotów zwiadowczych. Próbą spełnienia wymagań armii był samolot Condor. Condor jest bezpilotowym aparatem latającym, charakteryzującym się bardzo wysokim pułapem lotu i dużą długotrwałością lotu. Fundusze na opracowanie tego samolotu przeznaczyła Defense Advanced Research Projects Agency (DARPA). Badania podczas lotu miały sprawdzić przydatność maszyny do lotów rozpoznawczych, zwiadu elektronicznego, identyfikacji celów, poszukiwań, ratownictwa i retransmisji sygnałów. Condor nigdy nie trafił do seryjnej produkcji, a zwycięzcą poszukiwań Pantagonu został MQ-1 Predator. Jedyny zachowany egzemplarz samolotu udostępniony jest zwiedzającym w Hiller Aviation Museum w San Mateo w Kalifornii.

## Konstrukcja
Condor jest górnopłatem zbudowanym z kompozytów z włókien węglowych z dwoma chłodzonymi cieczą, sześciocylindrowymi silnikami tłokowymi napędzającymi trójłopatowe śmigła, również zbudowane z kompozytów. Condor ma bardzo mały opór czołowy, co jest zasługą skrzydeł o bardzo dużym wydłużeniu i laminarnym profilu. Aparat posiada cechy wyczynowego szybowca. Samolot startuje z wózka, który ulega odrzuceniu, odrzuceniu ulegają również podskrzydłowe podpórki, zabezpieczające skrzydła przez szorowaniem o ziemię podczas startu. Skrzydło jest elastyczne, podczas lotu końcówki skrzydeł unoszą się do góry o 7,6 m przy locie z przeciążeniem 29 g, aby przeciwdziałać zniszczeniu skrzydła przez siły na nie działające podczas lotu, możliwe jest przepompowywanie paliwa ze zbiorników skrzydłowych, zmieniające wielkość obciążenia skrzydeł. Start, lot i lądowanie jest w pełni automatyczne aczkolwiek każdy element lotu może ulec zmianie ze stanowiska kontroli lotu umieszczonego na ziemi. Podczas lądowania Condora wysuwana jest płoza i przednie koło. Podczas lotu nawigacją kieruje bezwładnościowy system współpracujący z zaprogramowaną na ziemi trasą lotu. Samolot wykonał około 300 godzin lotów, jednak jego duży rozmiar i mała prędkość nie znalazły uznania w oczach ekspertów z Ministerstwa Obrony.